# Patruszewa
Patruszewa (ros. Патрушева) – wieś (dieriewnia) w Rosji, w obwodzie tiumeńskim, w rejonie tiumeńskim. W 2010 liczyła 1423 mieszkańców.